# Вітовське водосховище (заказник)
Віто́вське водосхо́вище — гідрологічний заказник місцевого значення в Україні. Розташований у південній частині міста Миколаїв, у Корабельному районі. 
Площа 429 га. Статус присвоєно згідно з рішенням № 281 від 11.12.1990 року. 
Статус присвоєно для збереження частини акваторії та прибережної зони Жовтневого водосховища.

### Цікаві факти
- З 2007 року водосховище не експлуатується і в ньому майже відсутня вода, тому гідрологічний заказник «Вітовське водосховище» майже втратив свою цінність.
- Заказник на момент створення носив назву «Жовтневе водосховище», але у зв'язку з декомунізацією був перейменований на «Вітовське водосховище»[1].